# Michotamia triangulum
Michotamia triangulum là một loài ruồi trong họ Asilidae. Michotamia triangulum được Wulp miêu tả năm 1872.